# Брусиловка (Акмолинская область)
Бруси́ловка (каз. Брусиловка) — село в Бурабайском районе Акмолинской области Казахстана. Входит в состав Кенесаринского сельского округа. Код КАТО — 117053200.

## География
Село расположено в западно-центральной части района, на расстоянии примерно 20 километров (по прямой) к западу от административного центра района — города Щучинск, в 14 километрах к югу от административного центра сельского округа — аула Кенесары.
Абсолютная высота — 366 метров над уровнем моря.
Ближайшие населённые пункты: село 

## Население
В 1989 году население села составляло 303 человек (из них русские — 36%, немцы — 30%).
В 1999 году население села составляло 210 человек (107 мужчин и 103 женщины). По данным переписи 2009 года, в селе проживали 133 человека (72 мужчины и 61 женщина).
| Численность населения | Численность населения | Численность населения |
| 1989                  | 1999                  | 2009                  |
| --------------------- | --------------------- | --------------------- |
| 303                   | ↘210                  | ↘133                  |

## Улицы[5]
- ул. Лесная
- ул. Школьная